# Шитова Сторожка
Шитова Сторожка — деревня в Сергиево-Посадском районе Московской области России, входит в состав сельского поселения Лозовское (1994—2006 гг. — деревня Тураковского сельского округа).

## Население
| 2002 | 2006 | 2010 |
| ---- | ---- | ---- |
| 8    | ↗9   | ↗14  |

## География
Деревня Шитова Сторожка расположена на севере Московской области, в южной части Сергиево-Посадского района, примерно в 51 км к северу от Московской кольцевой автодороги и 7 км к юго-востоку от железнодорожной станции Сергиев Посад.
В 2,5 км северо-западнее деревни проходит Ярославское шоссе М8, в 22 км к югу — Московское малое кольцо А107, в 9 км к северо-востоку — Московское большое кольцо А108, в 19 км к юго-востоку — Фряновское шоссе Р110. Ближайшие сельские населённые пункты — деревня Подсосино, посёлки Лоза и Ситники.